# Njeguši
 Ovo je glavno značenje pojma Njeguši. Za naselje u općini Cetinje, Crna Gora pogledajte Njeguši (Cetinje, Crna Gora).
Njeguši su crnogorsko pleme koje živi oko Njeguškoga Polja i po zapadnoj podgorini planine Lovćena, koja se diže nad tim poljem. 
Istočna granica je prema Cetinjskom plemenu. Na sjeveru, prema Ćeklićima, granica ide od zaravni Čekanja (koje spada u Ćekliće) najprije na zapad planinom Bukovicom, tako da u glavnom "džada" razdvaja ova dva plemena. Zatim više njeguškog sela Dugog Dola granica skreće na sjeverozapad i ide neprekidno u tome pravcu preko mnogih visova, među kojima su i Vršanj, Koslavina Glavica, Međedski Vrh, Konjski Vrh, vijenac iznad Konjskih Rupa te Ivovo Osoje. 
Kod Ivova Osoja se sučeljavaju ćeklićka i njeguška granica s međom Crne Gore prema Boki. A odatle je ujedno ta međa i granica Njeguša kako na zapadu tako i na jugu. Za pleme Njeguše ima Njeguško Polje (ili "Polje", kako ga Njeguši obično zovu), isti onakav značaj kao što ga ima Cetinjsko Polje za svoje pleme. I Njeguško je Polje srazmjerno dosta prostrano i rodno i zbog toga su u njemu sjedišta najvećih i najglavnijih bratstava njeguških. Osobito mu je pak povećalo vrijednost, što je vrlo blizu Kotora i Boke kotorske, s kojima je oduvijek bilo u vezi, a još je zbog toga preko njega bio najzgodniji izlaz na more i za veliki dio ostale Crne Gore, pa čak i Brda.
U Njeguškom Polju i po njegovim stranama su naselja: na krajnjem istoku Dugi Do, do njega u južnom dijelu polja Herakovići (Erakovići) i Kopito, u zapadnom dijelu polja Vrba a u sjevernom dijelu Rajićevići.

## Vanjske poveznice
- Pleme Njeguši